# Metacynortoides bilineatus
Metacynortoides bilineatus is een hooiwagen uit de familie Cosmetidae.